# Golta
Golta (în ucraineană Первомайськ, transliterat: Pervomaisk) este oraș regional în regiunea Mîkolaiiv, Ucraina. Deși subordonat direct regiunii, orașul este și reședința raionului Golta. 

## Demografie
Componența lingvistică a orașului Pervomaisk
     Ucraineană (82,76%)
     Rusă (15,79%)
     Alte limbi (0,5%)
Conform recensământului din 2001, majoritatea populației orașului Pervomaisk era vorbitoare de ucraineană (82,76%), existând în minoritate și vorbitori de rusă (15,79%).